# Ескараев, Азамат Несипбаевич
Азамат Несипбаевич Ескараев (каз. Есқараев Азамат Несіпбайұлы; род. 7 октября 1979, Алматы, Казахская ССР) — министр юстиции Республики Казахстан. Министр юстиции Казахстана (2023—2025). Чрезвычайный и Полномочный Посол Республики Казахстан в Республике Индия (с 2025 года).

## Биография
Ескараев Азамат Несипбаевич родился 7 октября 1979 года в Алматы. По национальности казах.
Окончил Казахскую государственную юридическую академию.
Трудовую деятельность начал в 1996 году рабочим ДЭЗ-2 в Алматы, затем работал в коммерческой торговле.
После окончания в 2000 году Казахской государственной юридической академии работал на различных должностях в Министерстве юстиции Республики Казахстан (МЮ РК), включая руководство департаментами законодательства, подзаконных актов, аналитики и стратегического планирования.
В 2005—2006 годах был главным инспектором акимата города Алматы.
В 2006—2007 годах — главный менеджер юридической службы в АО «Фонд устойчивого развития „Казына“».
В 2007—2008 годах — помощник министра юстиции.
В 2008—2009 годах — директор департамента аналитики и стратегического планирования МЮ РК.
В 2009—2014 годах — директор департамента законодательства МЮ РК.
В 2014—2019 годах — заместитель заведующего юридическим отделом Канцелярии Премьер-Министра Республики Казахстан.
С июля 2019 года по январь 2023 года — заведующий юридическим отделом Канцелярии Премьер-Министра.
4 января 2023 года назначен министром юстиции, повторно переназначен 4 апреля 2023 года и 6 февраля 2024 года. 9 января 2025 года освобождён от должности указом Президента Республики Казахстан.
С января 2023 года — член Комиссии по правам человека при Президенте Республики Казахстан.
С 7 апреля 2025 года — Чрезвычайный и Полномочный Посол Республики Казахстан в Республике Индия.